# UボートI型
UボートI型 (U-Boot-Klasse I) は、第二次世界大戦中のドイツ海軍の潜水艦。

## 概要
1919年に締結されたヴェルサイユ条約によって潜水艦の保有および建造を一切禁止されたドイツ海軍は1922年6月に海軍技術会社（IvS）を設立し、外国向けの潜水艦を設計することで技術の温存・発展を図った。
1932年秋になると、ドイツ海軍は再軍備に向けた艦艇建造計画を打ち出し、その中には16隻の潜水艦も含まれていた。そのうち8隻は800t型の航洋型潜水艦であった。これがI型である。
基本的な設計はIvSがスペイン向けに建造したE1型を元にしており、当初はMVBIという秘匿名称で呼ばれていた。当初は32隻が建造される予定だったが、ドイツ海軍が航洋型潜水艦は500t型と1,000t型に集約する方針に転換したため、2隻のみの建造となった。
第二次世界大戦では、数少ない航洋型潜水艦として実戦配備されたが、水中での舵の反応が悪く、タンクの配置が原因でトリム調整が他の型と比べて難しいなど、運用側からの評価は芳しくなかった。2隻とも1940年に戦没した。

## 性能諸元
- 全長：72.39m
- 全幅：6.21m
- 吃水：4.30m
- 排水量：水上862ｔ、水中983ｔ
- 最大速度：水上18.6kt、水中8.3kt
- 兵装：53cm魚雷発射管×6（艦首4、艦尾2　搭載魚雷14本）、105mm単装砲×1、20mm対空機銃×1
- 乗員：43名（うち士官4名）

## 同型艦
- U-25：1936年4月6日就役　1940年8月3日 自艦の敷設した機雷に接触して沈没
- U-26：1936年5月11日就役　1940年7月1日 イギリス海軍のショート サンダーランド飛行艇およびフラワー級コルベット「グラジオラス」の攻撃を受け撃沈